# Kuna de Wargandí
Kuna de Wargandí è una comarca indigena di Panama. Ha una superficie 775 km². Non ha né suddivisioni né capoluogo.